# Ischnotoma (Icriomastax) euterpe
Ischnotoma (Icriomastax) euterpe is een tweevleugelige uit de familie langpootmuggen (Tipulidae). De soort komt voor in het Neotropisch gebied.